# Кубок Центральної Європи з футболу
Ку́бок Центра́льної Євро́пи — перший регулярний регіональний футбольний турнір на рівні збірних команд на теренах Європи. Починаючи з 1927 року було проведено п'ять розіграшів, кожний з яких тривав декілька років. Учасниками турніру були футбольні збірні команди Австрії, Італії, Угорщини, Чехословаччини, Швейцарії та, в рамках останнього розіграшу, Югославії. 
1960 року припинив своє існування через започаткування регулярних чемпіонатів Європи з футболу. У різні періоди був також відомий під назвами Кубок Швегли та Кубок Ґере.

## Історія
На початку XX сторіччя одними з основних осередків розвитку футболу в континентальній Європі були міста Австро-Угорської імперії, провідні клуби яких з 1897 року розігрували між собою трофей під назвою Кубок виклику. Після розпаду імперії за результатами Першої світової війни країни, що утворилися на її теренах, продовжували перебувати в авангарді розвитку цього виду спорту. Зокрема одні з перших професійних футбольних ліг у Європі були створені в Австрії (1924), Угорщині (1925) та Чехословаччині (1926).
З метою подальшої популяризації футболу та відновлення спортивних зв'язків у регіоні Генеральний секретар Австрійського футбольного союзу Гуго Майсль виступив у липні 1927 року з низкою ініціатив щодо проведення міжнародних турнірів за участі збірних команд та окремих клубів центральноєвропейських країн. Однією з таких ініціатив і став Кубок Центральної Європи за участі збірних команд, перші матчі якого відбулися вже у вересні того ж 1927 року. Змагання проходило за коловою системою, команди грали одна з одною по дві гри (одна вдома і одна в гостях). 
До початку Другої світової війни було проведено три розіграші, боротьба за перемогу в яких точилася насамперед між збірними Італії та Австрії. Четвертий розіграш Кубка, який розпочався 1936 року, не був завершений через аншлюс Австрії 12 березня 1938 року. У повоєнний час турнір було відновлено 1948 року, до його скасування в 1960 році відбулося ще два розіграші, цього разу головними фаворитами змагання, на відміну від довоєнного періоду, були збірні Угорщини та Чехословаччини.

## Переможці та призери
| Роки                   | Призери                                                            | Призери                                                            | Призери                                                            | Призери                                                            | Призери                                                            | Призери                                                            |
| Роки                   | Переможець                                                         | Очки                                                               | Друге місце                                                        | Очки                                                               | Третє місце                                                        | Очки                                                               |
| ---------------------- | ------------------------------------------------------------------ | ------------------------------------------------------------------ | ------------------------------------------------------------------ | ------------------------------------------------------------------ | ------------------------------------------------------------------ | ------------------------------------------------------------------ |
| 1927 — 1930 докладніше | Італія                                                             | 11                                                                 | Австрія                                                            | 10                                                                 | Чехословаччина                                                     | 9                                                                  |
| 1931 — 1932 докладніше | Австрія                                                            | 11                                                                 | Італія                                                             | 9                                                                  | Угорщина                                                           | 8                                                                  |
| 1933 — 1935 докладніше | Італія                                                             | 11                                                                 | Австрія                                                            | 9                                                                  | Угорщина                                                           | 9                                                                  |
| 1936 — 1938 докладніше | Турнір не було завершено через Аншлюс Австрії 12 березня 1938 року | Турнір не було завершено через Аншлюс Австрії 12 березня 1938 року | Турнір не було завершено через Аншлюс Австрії 12 березня 1938 року | Турнір не було завершено через Аншлюс Австрії 12 березня 1938 року | Турнір не було завершено через Аншлюс Австрії 12 березня 1938 року | Турнір не було завершено через Аншлюс Австрії 12 березня 1938 року |
| 1948 — 1953 докладніше | Угорщина                                                           | 11                                                                 | Чехословаччина                                                     | 9                                                                  | Австрія                                                            | 9                                                                  |
| 1955 — 1960 докладніше | Чехословаччина                                                     | 16                                                                 | Угорщина                                                           | 15                                                                 | Австрія                                                            | 11                                                                 |

## Найкращі бомбардири
| 1927-1930 | 6 голів  | Хуліо Лібонатті Джино Роззетті   | Італія · Італія      |
| 1931-1932 | 8 голів  | Іштван Авар                      | Угорщина             |
| 1933-1935 | 7 голів  | Леопольд Кільгольц Дьордь Шароші | Швейцарія · Угорщина |
| 1936-1938 | 10 голів | Дьордь Шароші                    | Угорщина             |
| 1948-1953 | 10 голів | Ференц Пушкаш                    | Угорщина             |
| 1955-1960 | 7 голів  | Лайош Тіхі                       | Угорщина             |